# Chuck Taylor All-Stars
Đôi giày Converse All-Star được giới thiệu vào năm 1920, với một thiết kế đặc thù dành riêng cho việc chơi bóng rổ.[cần dẫn nguồn] Taylor bắt đầu đi những đôi giày này từ năm 1917 khi còn là một vận động viên bóng rổ trung học tại trường Columbus High School ở Columbus, Indiana.[1] (A.G. Spalding trước đó đã tạo ra một mẫu giày chơi bóng rổ suốt gần hai thập kỷ.[2]) Vào năm 1923, Taylor đến văn phòng kinh doanh của Converse tại Chicago để tìm kiếm một công việc. S.R. "Bob" Pletz, một người yêu thích thể thao tại công ty đã tuyển dụng anh ta.[3]
Trong vòng một năm, những lời đề nghị thay đổi thiết kế giày để nâng cấp sự linh hoạt, giúp hỗ trợ người đi giày thoải mái và cả việc đính thêm một miếng dán để bảo vệ mắt cá chân của Taylor đều đã được chấp thuận. Logo hình ngôi sao All-Star cũng ngay lập tức được gắn thêm vào miếng dán. Đến năm 1932, tên của Chuck Taylor's được đưa vào miếng dán này, và từ đó đôi giày có tên là Chuck Taylor All-Stars.
Chuck Taylor là một người đại diện đặc biệt tại Converse. Joe Dean, một người từng làm nhân viên kinh doanh cho Converse suốt gần 30 năm trước khi trở thành giám đốc thể thao tại đại học Louisiana State, nói với nhà báo Bob Ford của tờThe Philadelphia Inquirer, "Không thể nào ghét cậu ta được, cậu ấy biết tất cả mọi người. Nếu bạn là một huấn luyện viên và bạn muốn có một công việc, bạn sẽ gọi điện ngay cho Chuck Taylor. Các giám đốc thể thao luôn tìm và nói chuyện với anh ấy khi họ đang tìm kiếm một huấn luyện viên."[4]
Taylor nhận lương từ Converse, nhưng ông không nhận bất cứ khoản tiền hoa hồng nào cho 600 triệu đôi giày Chuck Taylor được bán ra. Nhiều năm trời, ông lái một chiếc xe con Volkswagen màu trắng khắp nước Mỹ với cốp xe nhét đầy giày, sống tại nhà trọ, và chỉ có một căn phòng nhỏ trong nhà kho ở Chicago của công ty như là nơi ở thường xuyên. Dù vậy, tác giả Abraham Aamidor trong một ấn phẩm đã chỉ ra rằng Taylor không hề dè xẻn chút nào khi sử dụng tiền ngân quỹ của Converse.[5]